# Peel Sound
Peel Sound ist eine Meeresstraße in der Qikiqtaaluk-Region des kanadischen Territoriums Nunavut. 
Im kanadisch-arktischen Archipel gelegen, wird sie nach Osten von Somerset Island und nach Westen von Prince of Wales Island begrenzt. Sie verbindet die Barrow Strait, Teil des Parry Channel, im Norden mit der Franklin Strait im Süden.
Der Peel Sound hat eine Längenausdehnung in Nord-Süd-Richtung von 230 km. Seine Breite variiert zwischen 25 und 50 km.
Im Westen der Meeresstraße liegt zwischen Prescott Island und Prince of Wales Island die Nebenbucht Browne Bay.
Es gibt eine Reihe von Inseln im Peel Sound. Dazu zählen: Prescott Island, Lock Island, Vivian Island, Pandora Island, Otrick Island, Barth Island, De la Roquette Islands und Gibson Island